# ETVカルチャースペシャル
『ETVカルチャースペシャル』（イーティーブイ- ）は、1999年4月10日から2000年3月25日までNHK教育テレビで放送された教養番組である。世界各地の文化的な話題を紹介した。放送時間は毎週土曜日 20:00 - 20:59 （日本標準時）であった。

## 放送リスト
| 放送日         | タイトル                                                                        |
| -------------- | ------------------------------------------------------------------------------- |
| 1999年4月10日  | フォトドキュメント 天涯へ 旅人 沢木耕太郎の世界                                 |
| 1999年4月17日  | バイバイおばあちゃん ソビエトロシアへの鎮魂歌                                   |
| 1999年4月24日  | シャルル・デュトワの若者に贈る音楽事典                                          |
| 1999年5月6日   | “ビートルズ”を作った男 ブライアン・エプスタインはなぜ死んだのか                 |
| 1999年5月15日  | 地雷を踏んだらサヨウナラ! 金子達仁、戦争カメラマン・一ノ瀬泰造の夢を追う        |
| 1999年5月22日  | 脳のワンダーランド UFO体験が読み解く心の世界                                    |
| 1999年5月29日  | シャルル・デュトワの若者に贈る音楽事典                                          |
| 1999年6月5日   | ナスカ地上絵の謎 最新調査が読み解くペルー古代文明                               |
| 1999年6月12日  | オンリー・イエスタデイ 80年代 1 “こころ”はどこへいったのか                      |
| 1999年6月19日  | オンリー・イエスタデイ 80年代 2 “絆”恋愛至上主義のはてに ユーミンを聴いた男たち |
| 1999年6月26日  | シャルル・デュトワの若者に贈る音楽事典                                          |
| 1999年7月3日   | マフィアに立ち向かった女                                                        |
| 1999年7月10日  | 美術は時代と対峙する ベネチア・ビエンナーレ1999                                 |
| 1999年7月17日  | フジコふたたび コンサートin奏楽堂                                               |
| 1999年7月24日  | シャルル・デュトワの若者に贈る音楽事典                                          |
| 1999年7月31日  | アラスカ・自然に帰った男の物語 写真家・星野道夫の軌跡                           |
| 1999年8月7日   | 夢の興業師 パトゥ インド・巡回映画の旅                                          |
| 1999年8月14日  | ＜再放送＞フォトドキュメント 天涯へ 旅人 沢木耕太郎の世界                       |
| 1999年8月21日  | 法隆寺宝物は語る 聖徳太子とその時代                                             |
| 1999年9月4日   | 最後の晩餐・ニューヨークをゆく 僕たちが挑むレオナルドの謎                       |
| 1999年9月11日  | 30年目のウッドストック                                                          |
| 1999年9月18日  | 黒沢明・心の記録 47冊の創作ノート                                               |
| 1999年9月25日  | シャルル・デュトワの若者に贈る音楽事典                                          |
| 1999年10月2日  | 記憶の中の壁 統一10年目のベルリン                                               |
| 1999年10月9日  | 写真と生きた20世紀アンリ・カルティエ＝ブレッソン 91歳の証言                     |
| 1999年10月16日 | スターリンと芸術家 1 楽譜に秘められた反逆 シェタコーヴィチ                      |
| 1999年10月23日 | スターリンと芸術家 2 歪められたフィルム エイゼンシュテインの真実                |
| 1999年10月30日 | シャルル・デュトワの若者に贈る音楽事典                                          |
| 1999年11月6日  | 若手建築家バトル 理想のエコロジーハウスに挑む                                   |
| 1999年11月13日 | 進化の記憶が脳を創る                                                            |
| 1999年11月20日 | 能に秘められた人格 最新科学が解き明かす心の世界                                 |
| 1999年11月27日 | シャルル・デュトワの若者に贈る音楽事典                                          |
| 1999年12月4日  | 私が愛した老北京 文化大革命に消えた文豪・老舎                                   |
| 1999年12月11日 | ホロコーストといかに向きあうかドイツ・ヴァルザーとブービスの論争                |
| 1999年12月18日 | 池袋モンパルナス 小熊秀雄と若き画家たち                                         |
| 1999年12月25日 | シャルル・デュトワの若者に贈る音楽事典                                          |
| 2000年1月8日   | 東山魁夷・若き日の魂 知られざる童画の世界                                       |
| 2000年1月15日  | ヘルベルト・フォン・カラヤン 天才指揮者の神話と素顔                             |
| 2000年1月22日  | 発見!仏の世界 西村公朝が探る仏教本来の姿                                        |
| 2000年1月29日  | ジミ・ヘンドリックス 神になったギタリスト                                       |
| 2000年2月5日   | 20年目の再会 不良少年少女を救った囚人たち                                       |
| 2000年2月12日  | 写真が手話で語りかけてきた… 井上孝治の世界へ                                    |
| 2000年2月19日  | イスラムへの旅 13億人の共同体                                                   |
| 2000年2月26日  | シャルル・デュトワの若者に贈る音楽事典                                          |
| 2000年3月4日   | キツネ狩り 存続か禁止か 英国の伝統                                              |
| 2000年3月11日  | 改革開放が絵を変えた建国50年・中国美術界                                        |
| 2000年3月18日  | なぜ四割打者は絶滅したのか? プロ野球で見る進化論                                |
| 2000年3月25日  | シャルル・デュトワの若者に贈る音楽事典                                          |